# Futebol na França
O Futebol é um dos esportes mais populares da França e tem seus torneios profissionais, masculinos e femininos, organizados pela FFF. 
A Seleção da França é uma das mais tradicionais na modalidade, tendo participado de 13 edições da Copa do Mundo, chegando em 3 finais e vencendo uma em 1998 contra o Brasil e recentemente em 2018 contra a Croácia. Venceu a Copa das Confederações em 2001 contra o Japão e 2003 contra a seleção de Camarões. Também venceu a Eurocopa em 1984 contra a Espanha e 2000 contra a Itália.
Entre os clubes o Paris Saint-Germain (PSG) se destacou nos últimos anos após ter sido comprado pelo empresário e ex jogador de tênis do Catar, Nasser Al-Khelaïfi, que investiu muitos recursos no futebol do clube da capital francesa, trazendo jogadores como Ibrahimovic, Cavani, David Luiz, Messi, Neymar, Thiago Silva e passou a ser o maior vencedor da Ligue 1, o Campeonato Francês da primeira divisão, com 13 conquistas até 2025.
Logo atrás estão o Saint-Étienne com 10 títulos de campeão, Olympique de Marseille 9 títulos, Nantes 8 títulos, Lyon e Monaco ambos com 7 títulos, Bordeaux e Stade de Reims com 6 títulos.
O PSG e o Olimpique de Marseille são os únicos clubes franceses campeões da Liga dos Campeões da UEFA, a principal competição europeia, da qual Stade de Reims, Saint-Étienne e Monaco se sagraram vice-campeões.

## História
Em 1863, ingleses chegaram à França para praticar o esporte recém inventado em seu país. Mais precisamente ao norte do país, o futebol era praticado predominantemente em escolas e, nos anos 1880, já se tornaria o esporte favorito das crianças.

## Competições atuais
Cinco divisões e outras regionais e distritais compõem o futebol na França, atualmente. Embora apenas as duas primeiras e parte da terceira sejam profissionais, o esporte é um dos mais praticados no país.

### Profissionais
- Ligue 1: a primeira divisão francesa, composta por 20 clubes;
- Ligue 2: a segunda divisão, também composta por 20 clubes;
- Championnat National: contando com uma parte de clubes profissionais e outra maior parte amadora, é a terceira divisão e é disputada por 20 clubes.

### Amadoras
- Championnat de France Amateur: quarta divisão, disputada por 72 clubes divididos em 4 grupos;
- Championnat de France Amateur 2: quinta divisão, comporta por 8 grupos de 18 clubes, totalizando 128;
- Ligas Regionais de Futebol da França: ligas que são disputadas por região e que dão vagas aos campeonatos acima;
- Ligas Distritais de Futebol da França: ligas que são disputadas por distrito e que dão vagas aos campeonatos acima.

## Principais clubes
Nacionalmente, os que se destacam historicamente são Olympique de Marseille,  Lyon, Saint-Étienne,  Monaco, Nantes, PSG, Girondins de Bordeaux, Stade de Reims, Lille e Nice, estes possuem títulos nacionais múltiplos, tanto da Ligue 1, quanto da Copa da França.
Em âmbito internacional, o futebol francês não é tão competitivo, tendo apenas dois campeões europeus:
- O Olympique de Marseille, campeão da Liga dos Campeões da UEFA de 1992-93, vencendo na final o Milan por 1 a 0.
- O PSG, campeão da Recopa Europeia de 1995-96, vencendo na final o Rapid Wien, e depois campeão da Liga dos Campeões da UEFA de 2024–25, vencendo na final a Internazionale por 5–0, a maior goleada em uma final da competição até então.